# Harpax (bivalve)
Genre
Harpax est un genre fossile de bivalves de la famille des Plicatulidae ayant vécu du Trias supérieur au Jurassique inférieur.

## Description
La coquille, oblongue et quelque peu triangulaire inégale, est adhérente. 
La valve inférieure est convexe, rugueuse et plicaturée, et divisée par de légères crêtes transversales et incurvées. La valve supérieure, plate et plus épaisse avec une marque d'attache, est hérissée de longues apophyses pointues et crochues disposées longitudinalement en rangées transversales. 
La charnière est formée par deux longues dents saillantes, crénelées transversalement des deux côtés et divergeant en forme de « V » sur la valve plate et par quatre dents divergentes surélevées sur la valve convexe, ces dernières étant disposées et crénelées sur leurs surfaces internes de manière à recevoir exactement les dents de la valve opposée.

### Liste des espèces
Selon GBIF (17 août 2024) :
- † Harpax auriculatus McRobert, 2017[1]
- † Harpax hekiensis (Nakazawa, 1955)
- † Harpax kolymica (Polubotko, 1966)
- † Harpax parkinsonii Bronn, 1824[5]
- † Harpax simplex Milova, 1976
- † Harpax spinosus (Sowerby, 1819)[2]

## Systématique
Le genre Harpax a été nommé et décrit par James Parkinson sur la base d'un fossile récolté à 90 cm de profondeur à Leonard Stanley en Angleterre.
Son espèce type est †Harpax parkinsonii Bronn, 1824 par monotypie subséquente.

### Étymologie
Le nom générique, Harpax, fait référence aux crochets pointus présents sur la face extérieure de la valve supérieure en référence au grappin romain dénommé harpax.

### Genre similaire
Le genre Harpax est proche du genre Trigonia mais les coquilles sont adhérentes chez Harpax contrairement à Trgonia.

### Publication originale
- (en) James Parkinson, Organic remains of a former world : An examination of the mineralized remains of the vegetables and animals of the Antediluvian World; generally termed extraneous fossils, vol. 3, Londres, M.A. Nattali, 1811, 467 p. (lire en ligne), p. 221-222.